# آملته آبالو
آملته آبالو (انگلیسی: Améleté Abalo; ۷ مارس ۱۹۶۲ – ۹ ژانویهٔ ۲۰۱۰) دستیار مربی تیم ملی فوتبال توگو و مدیر باشگاه آسکو کارا بود.
او زمانی که گروه تروریستی جبهه آزادیبخش کابیندا به اتوبوس تیم ملی فوتبال توگو در آنگولا حمله کرد، زمانی که این تیم برای بازی جام ملت‌های آفریقا ۲۰۱۰ در حال سفر بود، کشته شد.